# 일반항 판정법
일반항 판정법(一般項判定法, term test) 또는 n항 판정법(nth term test)은 다음과 같은 서로 대우인 두 명제 중 하나로 서술되는 무한급수의 수렴판정법이다.
- {\displaystyle \textstyle \sum _{n=1}^{\infty }a_{n}}이 수렴하면, {\displaystyle \textstyle \lim _{n\to \infty }a_{n}=0}이다.

- {\displaystyle \textstyle \lim _{n\to \infty }a_{n}}이 0이 아니거나 존재하지 않으면, {\displaystyle \textstyle \sum _{n=1}^{\infty }a_{n}}은 발산한다.

## 증명
급수가 (S로) 수렴한다고 가정하자. 급수의 처음 n항의 합을 Sn이라 할 때,
{\displaystyle \lim _{n\to \infty }a_{n}=\lim _{n\to \infty }(S_{n}-S_{n-1})=S-S=0\ \blacksquare }
또, 일반항 판정법은 코시 수렴 판정법의 특별한 경우이며, 많은 곳에서 코시 판정법에 의해 증명된다. ∀ε > 0에 대해, ∃N이어서 ∀m ≥ n ≥ N에 대해
{\displaystyle |a_{n}+a_{n+1}+a_{n+2}+\cdots +a_{m}|\leq \varepsilon }
여기서 특별히 m = n인 경우 |an| ≤ ε이다. 따라서 {\displaystyle \textstyle \lim _{n\to \infty }a_{n}=0\ \blacksquare }

## 예
일반항 판정법에 의하면, 0이 아닌 값으로 수렴하는 일반항에 의한 급수는 발산한다. {\displaystyle \textstyle \sum _{n=0}^{\infty }1}은 상수열 (1)이 1( ≠ 0)로 수렴함에 따라 발산한다. 일반항이 극한을 갖지 않아도, 급수는 발산한다. {\displaystyle \textstyle \sum _{n=0}^{\infty }(-1)^{n}}은 ((-1)n)의 극한이 존재하지 않음에 따라 발산한다.

## 역
{\displaystyle \textstyle \lim _{n\to \infty }a_{n}=0}은 급수 {\displaystyle \textstyle \sum _{n=1}^{\infty }a_{n}}의 수렴을 보장하지 않는다. 즉 일반항 판정법의 역은 성립치 않는다. 다음 급수들은 항이 0으로 수렴하나, 각기 다른 수렴성이 있다.
- {\displaystyle \textstyle \sum _{n=1}^{\infty }{\frac {1}{n^{2}}}}은 수렴한다.
- {\displaystyle \textstyle \sum _{n=1}^{\infty }{\frac {1}{n}}}(조화급수)은 무한대로 발산한다.
- {\displaystyle \textstyle \sum _{n=1}^{\infty }\left(\sin {\sqrt {n+1}}-\sin {\sqrt {n}}\right)}은 부분합이 유계인 채로 발산한다.

## 유사한 결론
이상적분, 무한곱, 균등수렴에 대해 급수의 일반항 판정법과 비슷한 결론이 있다.
- 단조함수 f의 이상적분 {\displaystyle \textstyle \int _{a}^{\infty }f(x)\,dx}가 수렴한다면, f(x)는 0으로 수렴한다(x → ∞). f가 단조함수가 아닌 경우는 일반적으로 틀린 결론이다.
- 0이 아닌 수로 수렴하는 무한곱 {\displaystyle \textstyle \prod _{n=1}^{\infty }a_{n}}의 항 an은 1로 수렴한다.
- 균등수렴하는 함수열 {\displaystyle \textstyle \sum _{n=1}^{\infty }f_{n}(x)}의 항 fn(x)는 영함수로 균등수렴한다(n → ∞).